# Grant Baze
Grant Baze (ur. 1943 w San Francisco, zm. 11 stycznia 2009 w San Diego) – amerykański brydżysta, World Life Master oraz Senior Grand Master (WBF).
Od roku 2010 jeden z turniejów amerykańskich nosi jego imię (Baze Senior Knockout Teams). W roku 2012 został wybrany do Galerii Sław ACBL.

## Wyniki brydżowe

### Olimpiady
Na olimpiadach uzyskał następujące rezultaty:
| Olimpiady brydżowe. Zawody teamów | Olimpiady brydżowe. Zawody teamów | Olimpiady brydżowe. Zawody teamów | Olimpiady brydżowe. Zawody teamów | Olimpiady brydżowe. Zawody teamów | Olimpiady brydżowe. Zawody teamów |
| Rok                               | Miejsce                           | Zawody                            | Kategoria                         | Drużyna                           | Pozycja                           |
| --------------------------------- | --------------------------------- | --------------------------------- | --------------------------------- | --------------------------------- | --------------------------------- |
| 2008                              | Pekin                             | 1. Olimpiada Sportów Umysłowych   | Seniorzy                          | USA                               | 2                                 |

### Zawody światowe
W światowych zawodach zdobył następujące lokaty:
| Mistrzostwa Świata. Konkurencja teamów | Mistrzostwa Świata. Konkurencja teamów | Mistrzostwa Świata. Konkurencja teamów | Mistrzostwa Świata. Konkurencja teamów | Mistrzostwa Świata. Konkurencja teamów | Mistrzostwa Świata. Konkurencja teamów |
| Rok                                    | Miejsce                                | Zawody                                 | Kategoria                              | Drużyna                                | Pozycja                                |
| -------------------------------------- | -------------------------------------- | -------------------------------------- | -------------------------------------- | -------------------------------------- | -------------------------------------- |
| 2007                                   | Szanghaj                               | 38 Mistrzostwa Świata Teamów           | Seniorzy                               | USA 2                                  | 1                                      |
| 2006                                   | Werona                                 | 12 Mistrzostwa Świata                  | Open                                   | Schneider                              | 83                                     |
| 2005                                   | Estoril                                | 37. Mistrzostwa Świata Teamów          | Trans                                  | Schneider                              | 1                                      |
| 2003                                   | Monte Carlo                            | 36 Mistrzostwa Świata Teamów           | Seniorzy                               | USA 1                                  | 1                                      |
| 2002                                   | Montreal                               | 11 Mistrzostwa Świata                  | Open                                   | Shugart                                | 129                                    |
| 2001                                   | Paryż                                  | 35. Mistrzostwa Świata Teamów          | Trans                                  | Freed                                  | 26                                     |
| 2001                                   | Paryż                                  | 35 Mistrzostwa Świata Teamów           | Seniorzy                               | USA 2                                  | 1                                      |
| 2000                                   | Southampton                            | 34. Mistrzostwa Świata Teamów          | Trans                                  | Baze                                   | 31                                     |
| 1998                                   | Lille                                  | 10 Mistrzostwa Świata                  | Open                                   | Jacobs                                 | 9                                      |
| 1986                                   | Miami Beach                            | 7. Mistrzostwa Świata                  | Open                                   | Bramley                                | 11                                     |

| Mistrzostwa Świata. Konkurencja par | Mistrzostwa Świata. Konkurencja par | Mistrzostwa Świata. Konkurencja par | Mistrzostwa Świata. Konkurencja par | Mistrzostwa Świata. Konkurencja par | Mistrzostwa Świata. Konkurencja par |
| Rok                                 | Miejsce                             | Zawody                              | Kategoria                           | Partner                             | Pozycja                             |
| ----------------------------------- | ----------------------------------- | ----------------------------------- | ----------------------------------- | ----------------------------------- | ----------------------------------- |
| 2006                                | Werona                              | 12 Mistrzostwa Świata               | Miksty                              | Renee Mancuso                       | 9                                   |
| 2006                                | Werona                              | 12. Mistrzostwa Świata              | Open                                | Piero Arganini                      | 133                                 |
| 2002                                | Montreal                            | 11 Mistrzostwa Świata               | Open                                | Michael Whitman                     | 229                                 |
| 2002                                | Montreal                            | 11 Mistrzostwa Świata               | Miksty                              | Nancy Phillips                      | 65                                  |
| 1998                                | Lille                               | 10 Mistrzostwa Świata               | Miksty                              | Rhoda Walsh                         | 59                                  |
| 1986                                | Miami Beach                         | 7 Mistrzostwa Świata                | Miksty                              | Rhoda Walsh                         | 9                                   |

### Zawody europejskie
W europejskich zawodach zdobył następujące lokaty:
| Zawody europejskie. Konkurencja teamów | Zawody europejskie. Konkurencja teamów | Zawody europejskie. Konkurencja teamów | Zawody europejskie. Konkurencja teamów | Zawody europejskie. Konkurencja teamów | Zawody europejskie. Konkurencja teamów |
| Rok                                    | Miejsce                                | Zawody                                 | Kategoria                              | Drużyna                                | Pozycja                                |
| -------------------------------------- | -------------------------------------- | -------------------------------------- | -------------------------------------- | -------------------------------------- | -------------------------------------- |
| 2005                                   | Teneryfa                               | 2. Otwarte Mistrzostwa Europy          | Seniorzy                               | Hollman                                | 3                                      |

| Zawody europejskie. Konkurencja par | Zawody europejskie. Konkurencja par | Zawody europejskie. Konkurencja par | Zawody europejskie. Konkurencja par | Zawody europejskie. Konkurencja par | Zawody europejskie. Konkurencja par |
| Rok                                 | Miejsce                             | Zawody                              | Kategoria                           | Partner                             | Pozycja                             |
| ----------------------------------- | ----------------------------------- | ----------------------------------- | ----------------------------------- | ----------------------------------- | ----------------------------------- |
| 2005                                | Teneryfa                            | 2. Otwarte Mistrzostwa Europy       | Seniorzy                            | Robert Hollman                      | 40                                  |

## Klasyfikacja
- Grant Baze – klasyfikacja WBF (ang.)